# Gilon
Gilon (hebrejsky גִּילוֹן, v oficiálním přepisu do angličtiny Gilon) je vesnice typu společná osada (jišuv kehilati) v Izraeli, v Severním distriktu, v Oblastní radě Misgav.

## Geografie
Leží v nadmořské výšce 295 metrů, v Dolní Galileji, cca 15 kilometrů východně od břehů Středozemního moře a cca 30 kilometrů na západ od Galilejského jezera. Je situována na pahorku Har Gilon, který tvoří jihozápadní hranici údolí Bejt ha-Kerem. Severozápadně od něj ohraničuje údolí vrch Har Gamal, mezi ním pak z údolí vytéká vádí Nachal Šagor. Jižně od vesnice protéká v hlubokém údolí vádí Nachal Chilazon, které potom nedaleko odtud západním směrem vtéká do pobřežní nížiny (respektive do Zebulunského údolí).
Obec se nachází cca 100 kilometrů severovýchodně od centra Tel Avivu a cca 25 kilometrů severovýchodně od centra Haify. Gilon obývají Židé, přičemž osídlení v tomto regionu je etnicky smíšené. 3 kilometry na severovýchod leží bývalé město Šagor, které obývají izraelští Arabové. Arabské je i město Ša'ab, které leží jižním směrem, na protější straně údolí Nachal Chilazon. 4 kilometry na východ se rozkládá židovské město Karmiel. Krajina mezi těmito městskými centry je postoupena řadou menších židovských vesnic, z nichž vesnice Curit vytváří s Gilon souvislý urbanistický celek.
Obec Gilon je na dopravní síť napojena pomocí místní komunikace číslo 8512, jež sem odbočuje z dálnice číslo 85. Severně od vesnice procházejí téměř 5 kilometrů dlouhé tunely Gilon na nové železniční trati Akko–Karmiel. Ta byla zprovozněna 20. září 2017.

## Dějiny
Vesnice Gilon byla založena v roce 1980 v programu Micpim be-Galil, který vrcholil na přelomu 70. a 80. let 20. století a v jehož rámci vznikly v Galileji desítky nových židovských vesnic s cílem posílit židovské demografické pozice v tomto regionu a nabídnout kvalitní bydlení kombinující výhody života ve vesnickém prostředí a předměstský životní styl.
Zakladateli obce byla skupina dosavadních městských obyvatel zejména z Haify. Zpočátku zde pobývali v provizorních mobilních domech, bez elektřiny a zpevněné příjezdové cesty. Šlo o součást osidlovacího programu Miškej Cherut Betar (משקי חרות בית"ר), který byl určen pro rodiny blízké pravicovým sdružením Cherut a Betar.
V Gilon je k dispozici zařízení předškolní péče o děti a základní škola, do které dojíždějí děti z okolních vesnic. V obci dále funguje knihovna a sportovní areály.
Výhledově má Gilon dosáhnout kapacity 700 rodin a počítá se, že k obci bude administrativně připojena sousední vesnice Curit.

## Demografie
Obyvatelstvo Gilon je sekulární. Podle údajů z roku 2014 tvořili populaci v Gilon Židé (včetně statistické kategorie "ostatní", která zahrnuje nearabské obyvatele židovského původu ale bez formální příslušnosti k židovskému náboženství).
Jde o menší sídlo vesnického typu s dlouhodobě rostoucím počtem obyvatel. K 31. prosinci 2014 zde žilo 1103 lidí. Během roku 2014 populace stoupla o 4,4 %.
| Rok            | 1983 | 1995 | 2001 | 2003 | 2004 | 2005 | 2006 | 2007  | 2008  | 2009 | 2010 | 2011 | 2012  | 2013  | 2014  |
| -------------- | ---- | ---- | ---- | ---- | ---- | ---- | ---- | ----- | ----- | ---- | ---- | ---- | ----- | ----- | ----- |
| Počet obyvatel | 74   | 543  | 884  | 920  | 952  | 975  | 978  | 1 024 | 1 009 | 849  | 889  | 982  | 1 053 | 1 057 | 1 103 |